# Jesper Jelse
Per Jesper Jelse, född 16 mars 1970 i Göteborg, är en svensk sångare och låtskrivare. Han är mest känd som huvudsångaren och en av medlemmarna av syntpopduon So What.

## Musik

### Medlem i So What
Popduon hade en rad av hits 1989 med låtarna "I Was Lucky", "You and I (Nathalie)", "Christmas is Calling" och "Why Should I Trust You". De nominerades till en Grammis för årets popgrupp 1990.

### Solokarriär
Jelse gjorde i mitten av 1990-talet tre solosinglar på skivbolaget EMI: I hennes ögon, Eternal Love & Money Makes the World. Han var med som förband till Michael Jackson på dennes sista turné HIStory World Tour 22 augusti 1997 i Tallinn inför en publik på 75 000. Idag arbetar Jesper Jelse som musikproducent på Västerås Konserthus.